# Punasichler
Der Punasichler  (Plegadis ridgwayi), auch Schmalschnabelsichler oder Punaibis genannt, ist ein dem Sichler ähnlicher Ibis aus Südamerika. Die Bestandssituation dieser Art wurde 2016 in der Roten Liste gefährdeter Arten der IUCN als nicht gefährdet (least concern) eingestuft.

## Äußere Merkmale
Der Punasichler wird etwa 56 cm lang. Der überwiegend dunkle und auffallend kurzbeinige Vogel mit der typischen Ibis-Gestalt hat ein braunes, purpurglänzendes Gefieder. Flügel und Schwanz glänzen metallisch. Typisch ist der rote Schnabel, der ihn vom Braunen Sichler unterscheidet.

## Verbreitung
Der Punasichler kommt in den Anden von Peru, Bolivien, Chile und Argentinien in Höhen von 3.100 bis 4.800  vor und besiedelt dort Feuchtgebiete. 

## Verhalten
Über das Verhalten des Punasichlers ist kaum etwas bekannt. Er brütet in Kolonien im Röhricht, das Gelege umfasst gewöhnlich zwei Eier.

## Trivia
Das Artepitheton ridgwayi ehrt den US-amerikanischen Zoologen Robert Ridgway, der als Kurator die Vogelsammlungen mehrerer bedeutender Naturkundemuseen betreute, zu den Gründungsmitgliedern der American Ornithologists’ Union zählte, und 1919 mit der William-Brewster-Medaille für seine Leistungen ausgezeichnet wurde.

## Einzelbelege
1. ↑  
Plegadis ridgwayi in der Roten Liste gefährdeter Arten der IUCN 2016. Eingestellt von: BirdLife International, 2016. Abgerufen am 10. Oktober 2017.
2. ↑   W. Grummt, H. Strehlow (Hrsg.): Zootierhaltung Vögel. Verlag Harri Deutsch, Frankfurt am Main 2009, ISBN 978-3-8171-1636-2, S. 107.
3. ↑  Bo Beolens, Michael Watkins: Whose Bird? Men and Women Commemorated in the Common Names of Birds. Christopher Helm, London 2003, ISBN 0-7136-6647-1, S. 205.